# California Mastitis Test

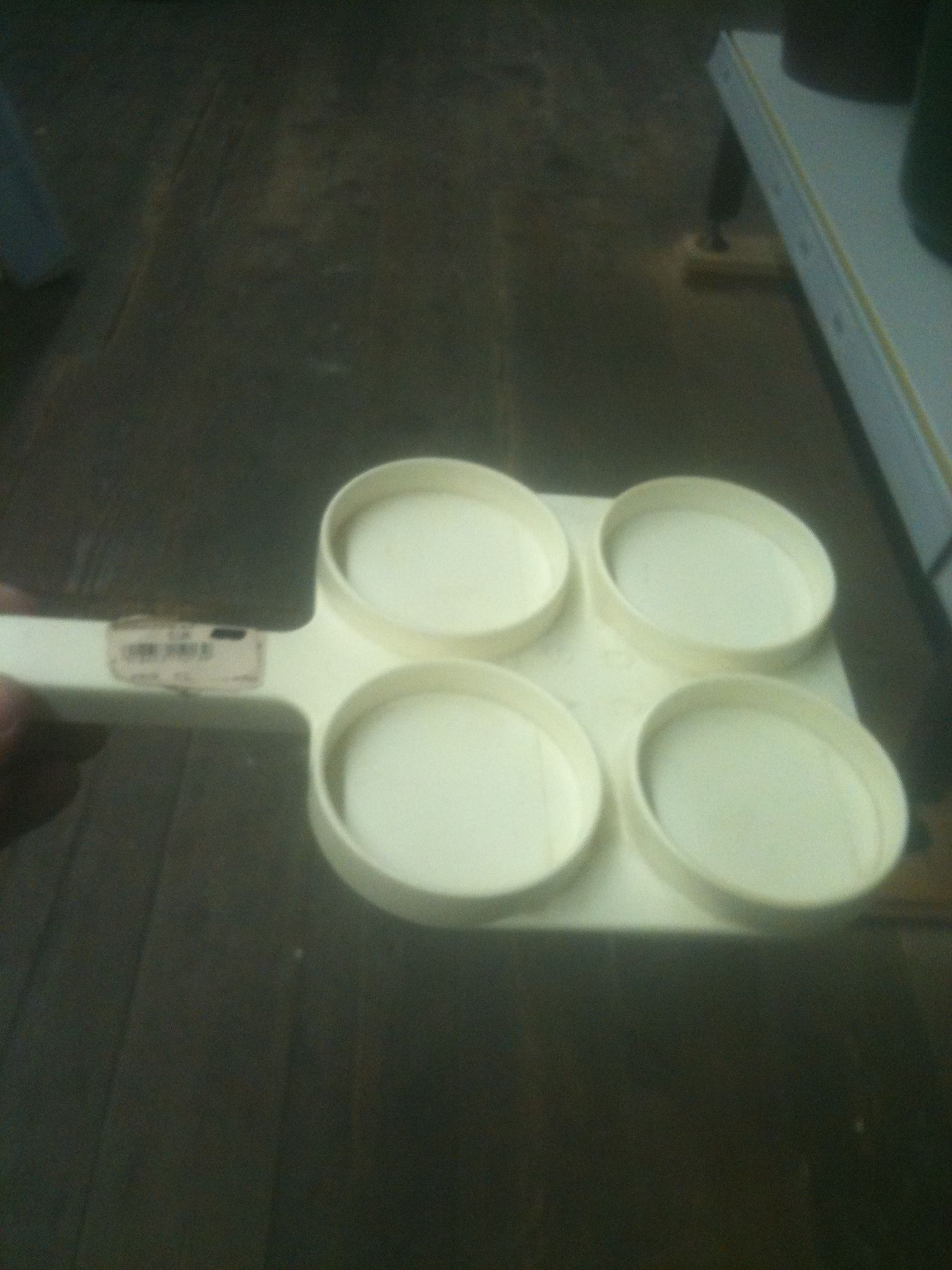
Paletta

Il California Mastitis Test (CMT) è un test rapido e accurato per la diagnosi delle mastiti subcliniche nei bovini e negli ovini.
La diagnosi è fatta sul singolo capo e sui singoli capezzoli, mediante l'analisi di una determinata quantità di latte per la determinazione del contenuto di cellule somatiche, indice di infiammazione e di mastite subclinica.
Il latte di una bovina o di una pecora con mastite subclinica non ha un aspetto anomalo, e l'animale non ha altri segni clinici di mastite acuta come gonfiore o dolore della mammella.
Il test CMT può essere eseguito anche sul latte di massa ed eseguito su campioni provenienti dal tank di refrigerazione.

## Esecuzione
In una speciale paletta, con un segno per permettere di calcolare esattamente il contenuto di 2 millilitri di latte, si pone il campione di latte da esaminare.
Un uguale quantità di reagente è aggiunto al latte e la paletta ruotata per miscelare il contenuto. In circa 10 secondi si può eseguire la lettura del risultato.

## Risultato
Nel caso di presenza di un'alta quantità di cellule somatiche, la soluzione di latte e reagente presenterà un addensamento proporzionale alla quantità di cellule presenti.